# Резолюция Совета Безопасности ООН 102
Резолюция Совета Безопасности ООН 102 — резолюция, принятая 3 декабря 1953 года, рекомендовала Генеральной Ассамблее разрешить Японии стать участником Статута Международного Суда, если они соблюдают следующие условия; (a) принятие Положения Международного Суда, (b) принятие всех обязательств члена Организации Объединенных Наций в соответствии со статьей 94 Устава, и (c) обязательство вносить взносы в расходы Суда, периодически устанавливаемом ГА после консультации с японским правительством.
Резолюция была принята 10 голосами и одним воздержавшимся от Советского Союза.